# Café de la Concorde

Le Café de la Concorde, 17 rue de la Concorde, à Toulouse, dans le quartier des Chalets, date du milieu du XIXe siècle . 

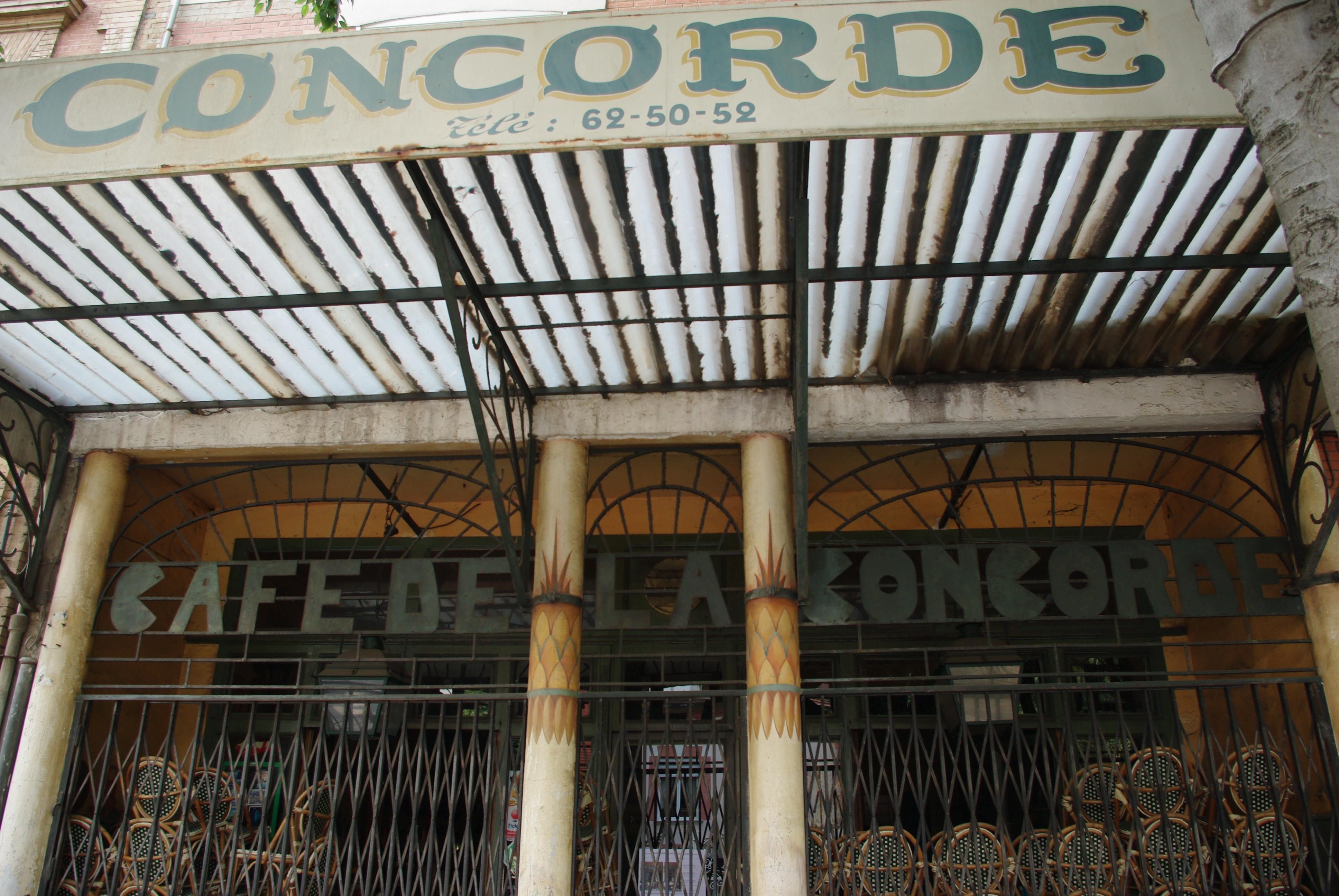
Le Café de la Concorde... un dimanche

Réservé aux notables à la fin du XIXe siècle, il devint un dancing dans les années folles. Il est aujourd'hui très apprécié pour son décor "Front Popu", sa terrasse et ses concerts. Sa façade est classée.